# 埃爾克 (堪薩斯州)
埃爾克（英語：Elk）是位於美國堪薩斯州馬里昂縣的一個鬼鎮。

## 地理
埃爾克所處的海拔為高於海平面417米（即1368英呎），而該地所採用的時區為UTC-6，即北美中部時區（CST）。同時該地設有夏令時間，為UTC-6調快一小時，即UTC-5（CDT）。